# Chromis cinerascens
Chromis cinerascens és una espècie de peix de la família dels pomacèntrids i de l'ordre dels perciformes.

## Morfologia
Els mascles poden assolir els 13 cm de longitud total.

## Distribució geogràfica
Es troba a Sri Lanka, Mar d'Andaman, Malàisia, Indonèsia, les Filipines i nord-oest d'Austràlia.